# Conostegia oerstediana
Conostegia oerstediana är en tvåhjärtbladig växtart som beskrevs av Otto Karl Berg och José Jéronimo Triana. Conostegia oerstediana ingår i släktet Conostegia och familjen Melastomataceae.
Artens utbredningsområde är Costa Rica. Inga underarter finns listade i Catalogue of Life.